# Kaunertal
Kaunertal är en kommun i distriktet Landeck i förbundslandet Tyrolen i Österrike. Huvudort är byn Feichten. Kommunen gränsar i söder mot Italien.